# Kymly’sches Geschäftshaus

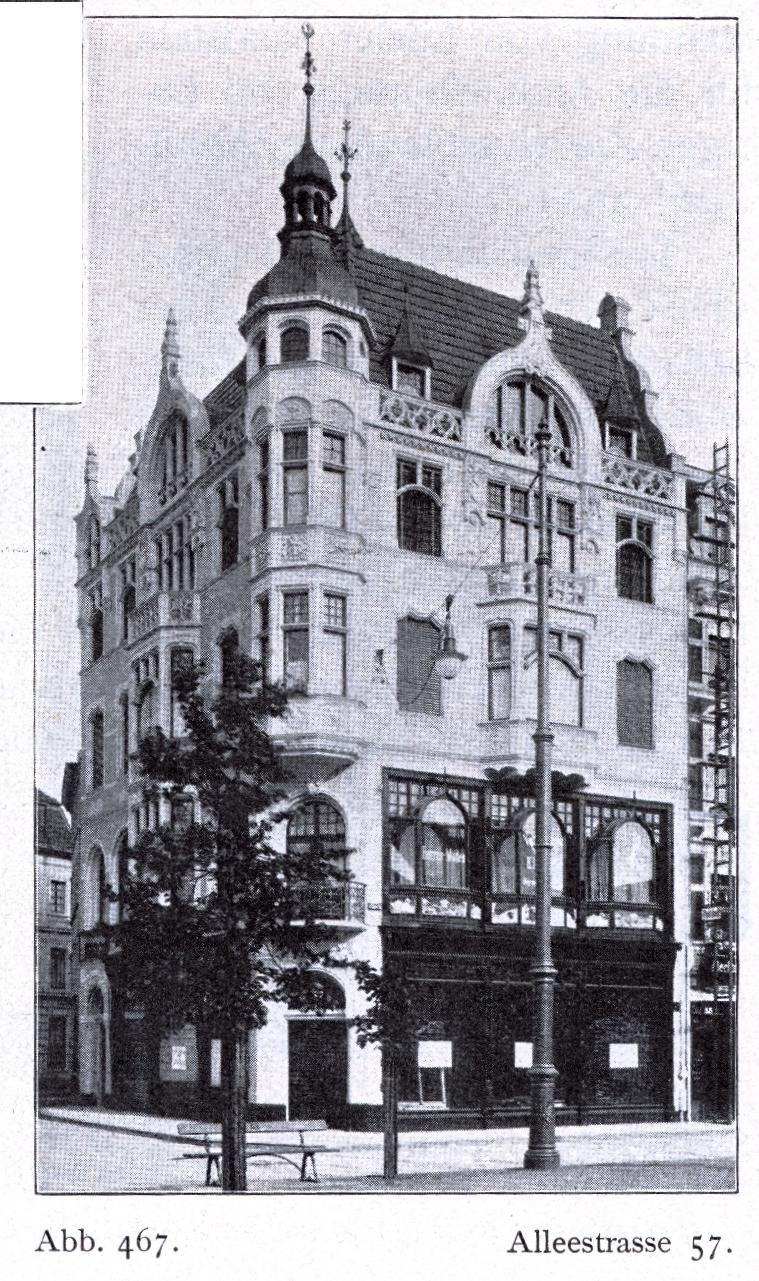
Kymly’sches Geschäftshaus

Das Kymly’sche Geschäftshaus war ein Wohn- und Geschäftshaus auf dem Eckgrundstück Alleestraße 57 / Stadtbrückchen in Düsseldorf. Es wurde vor 1904 von dem Architekten Leo von Abbema erbaut und existiert nicht mehr.
Die Straßenfront war verputzt und von „malerischem Aufbau“. Es wurde im Stil des Eklektizismus mit Anklängen von Renaissance und „in freier gotischer Formengebung“ erbaut. Das Gebäude war viergeschossig, die Fassaden im Erdgeschoss und im ersten Obergeschoss waren in große Schaufensteranlagen aufgelöst. Über der abgeschrägten Ecke befand sich ein Eckturm mit renaissancehaftem Kuppelaufbau. Die Fassaden zeigten Erkerausbauten, gotisierendes Maßwerk und Zwerchgiebel.
Vor dem Haus befand sich das Moltkedenkmal.